# Elsie de Brauw
Elisabeth Wilhelmina Malvina (Elsie) de Brauw (Den Haag, 30 juli 1960) is een Nederlandse actrice. De Brauw is tweevoudig Theo d'Or-winnares (2006, 2011) en ontving in 2007 een Gouden Kalf.

## Familie
Jkvr. E.W.M. de Brauw is een telg uit de adellijke familie De Brauw. Ze is een dochter (een 'nakomertje' in haar eigen woorden; haar oudste zus is ruim 21 jaar ouder en haar jongste zus bijna acht jaar ouder, daartussenin zitten nog drie broers) van de jurist en adviseur en kamerheer van koningin Juliana, jhr. mr. Jacob Hendrik de Brauw (1905-1975) en Margaretha Cornelia Wilhelmina barones van Lynden (1914-2008). Haar vader overleed toen zij 15 jaar oud was. Elsie de Brauw trad in 1989 in het huwelijk met theaterregisseur Johan Simons.

## Loopbaan
De Brauw koos aanvankelijk niet voor het theater, naar eigen zeggen vanwege het feit dat ze stotterde als ze zich onzeker voelde. Ze studeerde theologie (1979-1980) en psychologie (1980-1983) aan de Rijksuniversiteit Groningen. Daarna brak ze haar academische opleiding af en studeerde ze van 1984 tot 1988 aan de Toneelacademie Maastricht, waar ze een jaar les kreeg van haar latere man.
Na haar afstuderen werkte ze onder andere bij Theatergroep Hollandia (van 1990 tot 2000 met producties als Fenicische vrouwen, Menuet, De val van de goden), ZT Hollandia (van 2001 tot 2005 met producties als Thyestes, Decadence, Trojaanse vrouwen, GEN), Toneelgroep Amsterdam (Oresteia, Droomsporen) en NTGent (van 2005 tot 2017 met producties als Instinct, Opening Night, La Grande Bouffe, Kinderen van de zon). De laatste jaren speelt zij veelal onder artistieke leiding van haar man, regisseur Johan Simons. Voor haar rol als Myrtle in Opening Night in regie van Ivo van Hove kreeg ze in 2006 de prestigieuze Theo d'Or, de prijs voor de beste vrouwelijke hoofdrol in het Nederlandstalige toneel. Al eerder was zij voor die prijs genomineerd voor haar rollen in Vrijdag en de monoloog Zus. In 2011 won zij een tweede maal de Theo d'Or voor haar rol in Gif van NTGent.
De Brauw speelde verder in diverse films en televisieseries, waaronder Antonia, Uitgesloten en Tussenstand. Voor haar vertolking in die laatste film kreeg ze in 2007 op het Nederlands Film Festival het Gouden Kalf voor beste actrice. In 2012 speelde ze in het mozaïekdrama Lijn 32. In het seizoen 2017/2018 was ze verbonden aan Kunst in de klas, Mooi weer en zo, Amsterdamse Toneelschool en Kleinkunstacademie. Vanaf 2018 is ze samen met haar man werkzaam bij Schauspielhaus Bochum. Voor 2020 staan op stapel een nieuwe deelname aan Kunst in de klas, het Zuidelijk Toneel (met Instead of Heroes) en films als Drijfzand, Zee van tijd en Drama Girl.
Sinds 2024 speelt ze de rol van Beatrix der Nederlanden in de Videoland-serie Máxima.
Elsie de Brauw woont met echtgenoot Johan Simons en twee zonen in het Betuwse Varik. Ze gaf tijdens haar Gentse periode les aan de drama-afdeling van de Koninklijke Academie voor Schone Kunsten in Gent.